# 아르만드 두플란티스
아르만드 구스타브 두플란티스(스웨덴어: Armand Gustav Duplantis, 영어: Armand Gustav Duplantis 아먼드 거스테이브 듀플랜티스[*], 1999년 11월 20일~)는 스웨덴의 육상 선수이다. 주 종목은 장대높이뛰기이며, 현재 남자 장대높이뛰기 세계 기록(6.21m), 실내 세계 기록(6.20m)을 보유하고 있다.
15세 때 2015년 세계 유스 선수권 대회에서 우승을 하며 두각을 드러냈으며, 이후에도 연령별 세계 기록을 수립했다. 2018년 유럽 선수권 대회에서는 20세 이하 세계 신기록을 세우며 우승을 차지했고, 2019년 세계 선수권 대회에서 은메달을 획득했다. 또한 2020년 다이아몬드 리그와 2021년 유럽 실내 선수권 대회에서 연달아 우승하며 세계적인 선수로서 입지를 다졌다. 이후 마침내 자신의 첫 올림픽인 2020년 하계 올림픽에서 금메달을 획득하여 스웨덴 최초의 올림픽 장대높이뛰기 금메달리스트가 되었다.

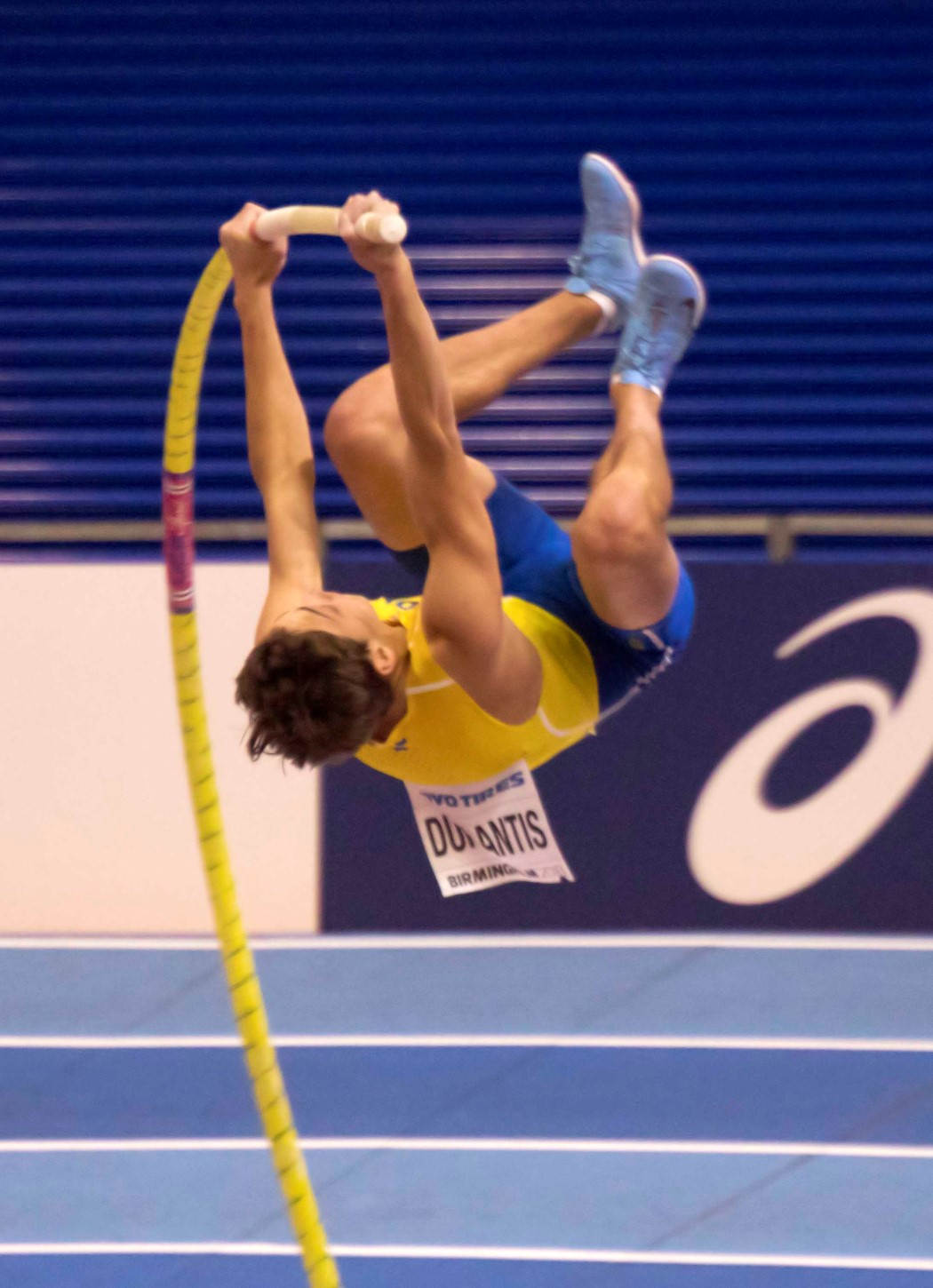
2019년 세계 실내 선수권 대회 당시의 두플란티스

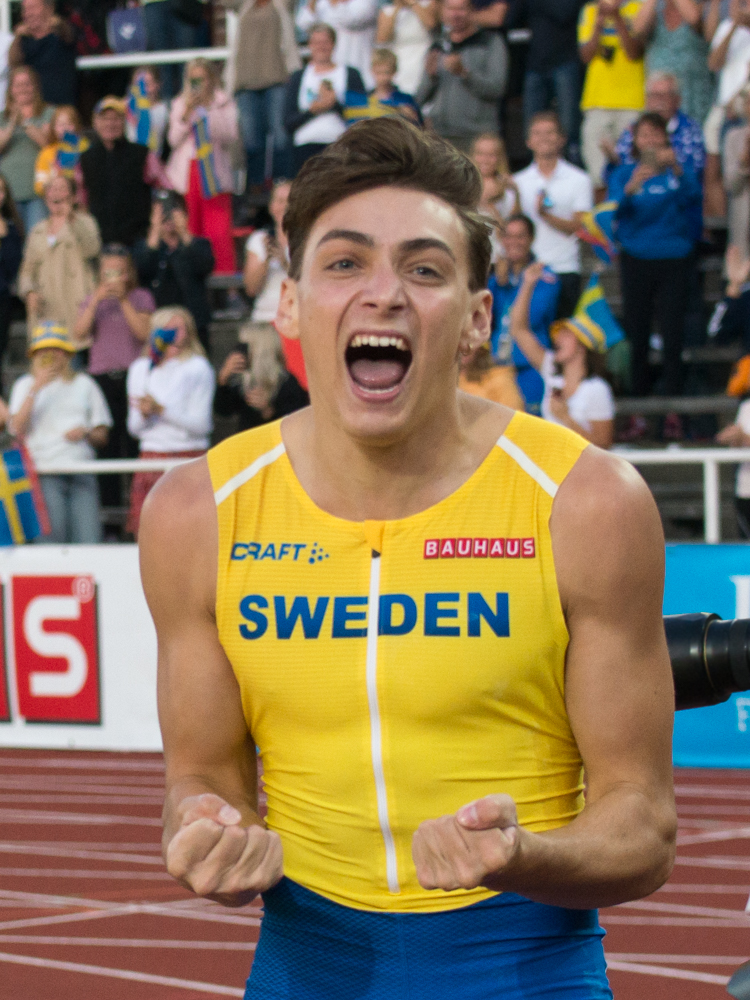
2019년 8월 스톡홀름 핀캄펜 국제 경기 당시의 두플란티스

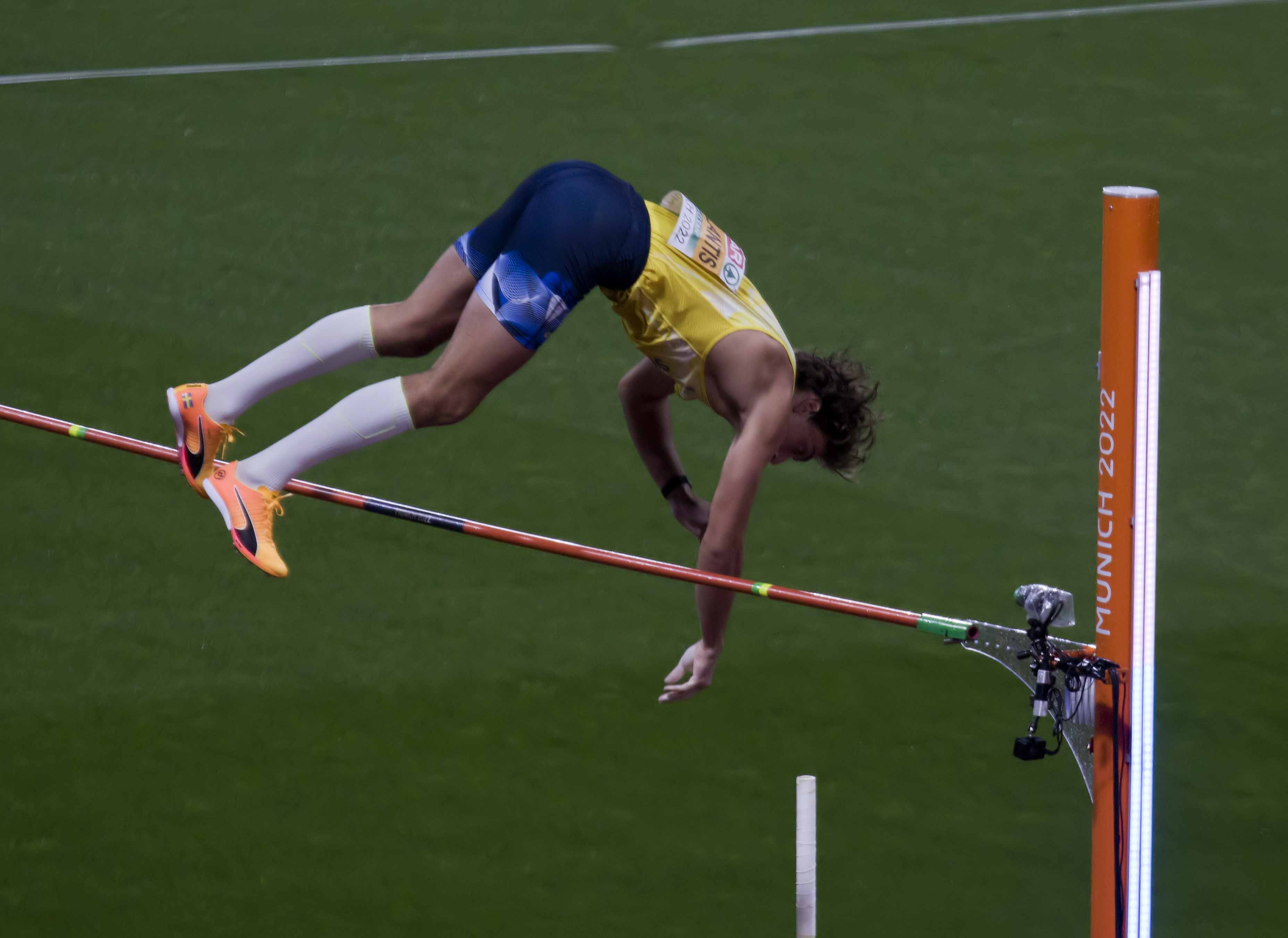
2022년 유럽 선수권 대회 당시의 두플란티스

## 수상
- 스벤스카 다그블라데트 금메달(2020)
- IAAF 올해의 육상 선수(2020, 2022, 2023)
- 예링상(2020)